# Louisiana (Kolonie)

Louisiana als Teil von Neufrankreich, um 1750

Louisiana (auch Französisch-Louisiana) war eine französische Kolonie im zentralen Gebiet von Nordamerika vom 16. Jahrhundert bis ins 19. Jahrhundert. Die Hauptstadt war La Nouvelle-Orléans.

## Geschichte
Im Jahr 1535 umsegelte der französische Seefahrer Jacques Cartier Neufundland, gründete eine Siedlung am Sankt-Lorenz-Golf und nahm einen großen Teil Kanadas für Frankreich in Besitz. Er segelte bis zu dem Indianer-Dorf Stadacona, aber erst 83 Jahre später wurde in dessen Nähe die erste dauerhafte französische Kolonie Québec (Neufrankreich) durch den Seefahrer Samuel de Champlain gegründet. Später gründete man weitere solcher Dörfer, die die Grundlage bedeutender Städte wie Montreal oder Trois-Rivières wurden. In der folgenden Zeit drangen die Franzosen von der Mündung des Sankt-Lorenz-Stroms nach Westen bis zur Kanadischen Seenkette vor.
Als die Engländer 1668 die Hudson Bay im Norden in Besitz nahmen, sah Neufrankreich seine Interessen verletzt. Die Franzosen, in Gestalt von Jacques Marquette und Louis Joliet, orientierten sich Richtung Südwesten und erreichten 1673 den Mississippi River.
1682 folgte Robert Cavelier de La Salle dem Mississippi bis zur Mündung in den Golf von Mexiko und nahm alle am Fluss liegenden Länder für Frankreich in Besitz. Diese Ländereien wurden zu einem Gebiet zusammengefasst, das zu Ehren des französischen Königs Ludwig XIV. den Namen Louisiane erhielt. Mit diesen Gebietsansprüchen hatte Frankreich im Süden und in der Mitte des Kontinents einen Sperrriegel für die weitere Ausdehnung des englischen Territoriums nach Westen gezogen. Nur im Norden konnten die Engländer bis zum Pazifischen Ozean vorstoßen.
1718 wurde am Mississippi die Stadt La Nouvelle-Orléans, das heutige New Orleans, gegründet. Damit konnten Handelsströme aus den Gebieten westlich der Appalachen über das Flusssystem des Mississippi und seiner Nebenflüsse bis nach Europa aufgebaut werden, und mit der schnell wachsenden Stadt gewann Frankreich auch die praktische Möglichkeit, die Gebietsansprüche am Fluss im Konfliktfall durchzusetzen. Französische Bemühungen, die Kolonie 1685 durch die Anlage einer Siedlung in der Matagorda Bay in das von Spanien beanspruchte heutige Texas auszudehnen, endeten allerdings in einem Desaster.
In Nordamerika kämpften nun nicht nur die Handelsgesellschaften, sondern auch die französischen und britischen Siedlervölker gegeneinander, so dass die Zukunft ihrer Kolonien von deren verschiedenem Wachstum abhing. Um 1750 betrug die Zahl der französischen Siedler in Kanada 26.000 und in Louisiana gerade mal 5.200, davon 2.000 Schwarze/Sklaven; ihnen gegenüber standen fast 400.000 Siedler in den britischen Kolonien.
Im Franzosen- und Indianerkrieg (1754–1763), der auch um die Vormachtstellung in Nordamerika und Indien geführt wurde, verzeichneten die Franzosen zwar anfangs militärische Erfolge, doch durch die Mobilmachung aller Kräfte konnten die Briten das Blatt wenden: 1758 wurden die Franzosen aus dem Ohio-Tal vertrieben, im September gelang die Einnahme von Québec. 1760 kapitulierten die gesamten französischen Streitkräfte in Kanada. Da Frankreich fürchtete, seine gesamten amerikanischen Kolonien an das Vereinigte Königreich zu verlieren, trat es im Vorfrieden von Fontainebleau am 3. November 1762 Louisiana östlich des Mississippi sowie die Isle of New Orleans an Spanien ab. Dieses Abkommen wurde im Pariser Frieden am 10. Februar 1763 bestätigt. Die östlichen Gebiete Louisianas fielen an die Briten, ebenso wie die Kolonien in Indien und Kanada. Für Frankreich war dieser Friedensschluss eine große koloniale Niederlage und das Ende des Traumes eines französischen Nordamerikas. Der britische Anteil an Louisiana fiel nach dem Amerikanischen Unabhängigkeitskrieg an die neu entstandenen Vereinigten Staaten.

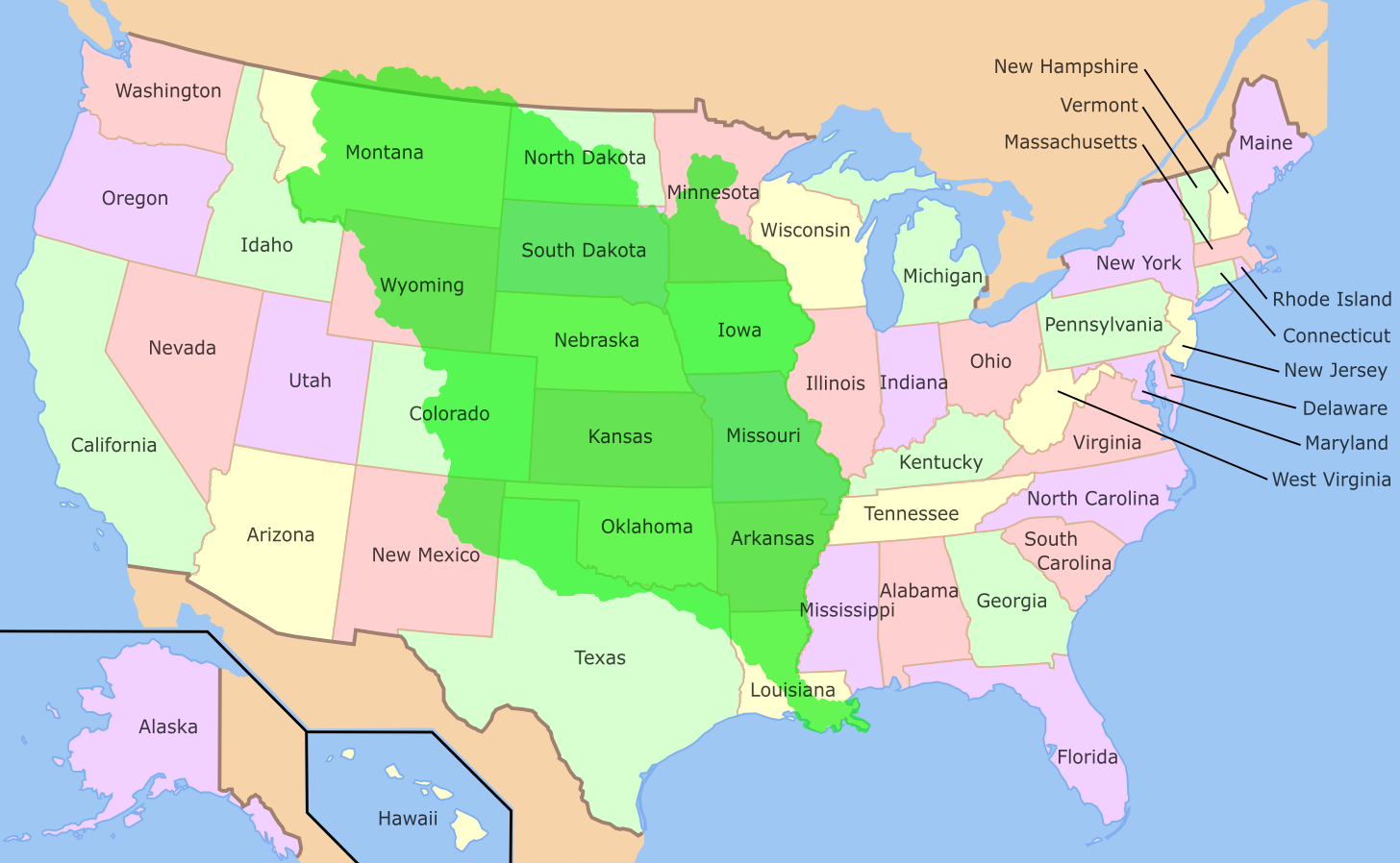
Die im Louisiana Purchase verkaufte Kolonie Louisiana (grün)

Meldung der US-amerikanischen Beauftragten vom 20. Dezember 1803 an Außenminister James Madison über den Vollzug der Übergabe Unterlouisianas

Im Geheimvertrag von San Ildefonso vom 1. Oktober 1800 erzwang der französische Konsul Napoleon Bonaparte von Spanien die Rückgabe seines Anteils an Louisiana an Frankreich. Als der damalige US-Präsident Thomas Jefferson von dieser Abtretung erfuhr, bot er Napoleon den Kauf der Isle of Orleans an. Im Glauben, dass die Kolonie nach der Vertreibung der französischen Truppen aus Saint Domingue (Haiti) durch Toussaint Louverture bei einem erneuten Krieg mit dem Vereinigten Königreich nicht mehr zu verteidigen sei und an jenes fallen würde, offerierte jener den amerikanischen Diplomaten, die zum Zwecke der Verhandlung nach Frankreich gekommen waren, im Gegenzug sogar das gesamte Gebiet von Louisiana. Die Gesandten, die für ein Gebot in Höhe von bis zu 10 Mio. Dollar autorisiert waren, stimmten dem Erwerb des gesamten Louisiana für 80 Millionen Francs (15 Millionen Dollar) zu, ohne Jefferson, der sich in den Vereinigten Staaten befand, vorher zu konsultieren. Der Vertrag über den später als Louisiana Purchase bezeichneten Kauf wurde am 30. April 1803 unterzeichnet. Der US-Senat ratifizierte das Abkommen am 20. Oktober 1803. Zu diesem Zeitpunkt war das Gebiet immer noch unter spanischer Verwaltung. Unterlouisiana wurde am 30. November in New Orleans von Spanien an Frankreich übergeben, von Frankreich dann am 20. Dezember 1803 an die Vereinigten Staaten. Die Übergabe von Oberlouisiana erfolgte am 9. bzw. 10. März 1804 in St. Louis.
1804 wurde die Isle of Orleans unter dem Namen Orleans-Territorium vom Louisiana-Territorium abgespalten. 1812 wurde das Orleans-Territorium unter dem Namen Louisiana der 18. US-Bundesstaat. Das Louisiana-Territorium wurde in Missouri-Territorium umbenannt.